# Csanád Szegedi
Csanád Szegedi (22. september 1982 i Miskolc) er en ungarsk politiker. 2007 blev han internationalt kendt som medgrundlægger af den antisemitiske gruppe "Ungarske Garde". 2009 blev han medlem af Europaparlamentet. Han har bevaret sit medlemskab af Europaparlamentet som løsgænger.
Fra 2003 til 2012 var Szegedi medlem af det højreekstremistiske parti Jobbik. Han trådte ud af partiet, efter at han var blevet konfronteret med sine ubekendte jødiske rødder. Szegedi opdagede, at han selv er jøde, og at hans mormor, som er 94 år (2014), er en overlevende fra koncentrationslejren Auschwitz.
1. ↑  Navnet er anført på engelsk og stammer fra Wikidata hvor navnet endnu ikke findes på dansk.